# يوميكو كاواهارا
يوميكو كاواهارا (باليابانية: 川原由美子؛ بالكانا: かわはら ゆみこ) هي مانغاكا يابانية، ولدت في 20 أبريل 1960 في هاكوداته في اليابان.